# Саввино (муниципальный округ Егорьевск)
Саввино — село в муниципальном округе Егорьевск Московской области России .

## История
Историческое название — Ново-Егорье. Преобразовано из деревень Саввино, Поминово и Лосево согласно Постановлению губернатора МО № 28-ПГ от 15.03.2007 г.
Численность официально зарегистрированного населения по состоянию на 2004 г. в Саввино — 310 человек, в Поминово — 1307 человек, в Лосево — 51 житель.
Административный центр сельского поселения Саввинское. В 2004—2006 годах — центр Саввинского сельского округа.

## Достопримечательности
- Церковь Троицы Живоначальной (старая). Построена в 1816 году.
- Церковь Троицы Живоначальной (Троицкий (Красный) собор[4] или Свято-Троицкий собор[5]). Строительство данного собора началось в 1875 году, освящён собор в сентябре 1887 года.

## Демография
Население — 1696 человек (2010).
| 1859  | 1868 | 1885 | 1905 | 1926 | 2002 | 2006 |
| ----- | ---- | ---- | ---- | ---- | ---- | ---- |
| 321   | ↗396 | ↗507 | ↗681 | ↘527 | ↘308 | ↗310 |
| 2010  |      |      |      |      |      |      |
| ↗1696 |      |      |      |      |      |      |